# اتحاد النضالات الشيوعية - المجدد
كان اتحاد النضالات الشيوعية - المجدد (بالفرنسية: Union des Luttes Communistes - Reconstruite) كان حزبًا شيوعيًا في بوركينا فاسو. تم تشكيل الحزب في عام 1983 كاستمرار لاتحاد النضال الشيوعي. روج الحزب لـ«الثورة الشعبية والديمقراطية».
دعم الحزب الحكومة الثورية لتوماس سانكارا. 3 أغسطس 1983 - أغسطس 1984 وتولى ثلاثة مناصب وزارية. أثار الدعم المقدم لحكومة سانكارا قسم الحزب في فرنسا للانفصال عن المنظمة الأم. بعد الانفصال بين سانكارا والرابطة الوطنية للتنمية في أغسطس 1984، تم تعزيز موقع الحزب إلى حد ما. حصل الحزب على أربعة مناصب وزارية في الحكومة الجديدة، باسيلي جيسو (الشؤون الخارجية)، أديل ويدراوجو (الميزانية)، آلان كوفي (النقل والاتصالات) وجوزفين ويدراوغو (الأسرة والتضامن الوطني).
في عام 1987، حاول سنكارا تهميش فصيل منشق عن الحزب. كان هذا أحد العوامل التي أدت إلى انقلاب بليز كومباوري.
في عام 1989، استقال الحزب من الحكومة، بعد رفضه المضي في تشكيل منظمة الديمقراطية الشعبية - الحركة العمالية. دخل الحزب في النشاط السري. حاولت الحكومة حشد المنشقين عن الحزب في حزبها الجديد. في مارس 1990 أعيدت تسميته إلى حزب الديمقراطية الاجتماعية.